# Аномалокаридиды
Аномалокариди́ды (лат. Anomalocarididae, от названия рода аномалокарис) — семейство ранних морских животных, известных в основном по окаменелостям, найденным в кембрийских отложениях Китая, США, Канады, Польши и Австралии. Долгое время считалось, что аномалокаридиды обитали только в этот период, однако открытие крупных образцов ордовикского периода опровергло это. Позднее обнаружение останков Schinderhannes, во многом схожего с аномалокаридидами, отодвинуло их вымирание до девонского периода. Хотя первоначально Schinderhannes считался членистоногим, подобным аномалокаридидам, некоторые недавние исследования показывают, что он может быть представителем аномалокаридид. Это расширяет время существования семейства примерно на сто миллионов лет — отсутствие у его представителей твёрдых частей скелета не предполагает частого присутствия в летописи окаменелостей. Аномалокаридиды были крупнейшими известными кембрийскими животными — некоторые китайские формы, возможно, достигали 2 м в длину и большинство из них, вероятно, были активными хищниками.

## Характеристики

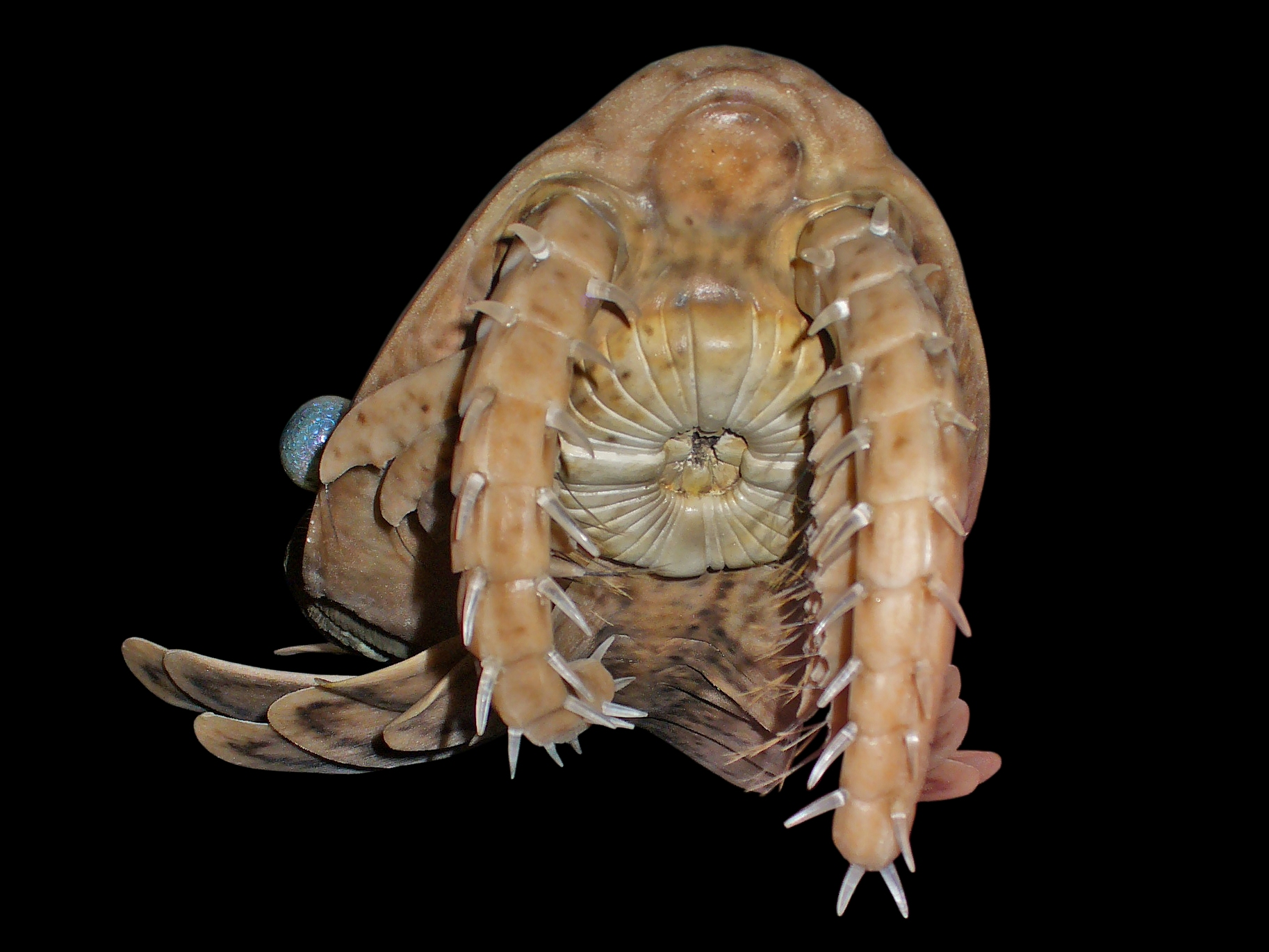
Рот Peytoia nathorsti (модель)

Аномалокаридиды были плоскими, свободно плавающими, сегментированными животными, которые имели два хватательных придатка в передней части рта, т.н. «большие придатки». Они состояли из десятка или более соединенных сегментов, которые могли сгибаться, как пальцы, для захвата добычи. Каждый сегмент нёс пару шипов, которые иногда дополнительно снабжались небольшими иглами для более надёжной фиксации добычи. Голова была покрыта панцирем, образованным серией хитиновых пластин, а рот представлял собой круглую структуру, напоминавшую ананасовый ломтик, но с кольцом острых твёрдых зубов в центральном отверстии. Скелеты аномалокаридид состояли из склерита, но не были минерализованными — большие придатки, голова и челюсти имели жёсткий хитиновый экзоскелет, как у насекомых, но не твёрдый скелет из карбоната кальция, как у трилобитов и крабов. Аномалокаридиды также имели большие сложные глаза, подобно другим членистоногим. По бокам располагалась серия плавательных лепестков. На верхней части спины был ряд длинных, узких, лезвиеподобных структур, которые, возможно, функционировали как жабры.
Аномалокаридиды были не особо крупными по современным меркам, но во времена раннего кембрия они были одними из крупнейших существ на Земле. Наличие крупных придатков и больших сложных глаз предполагает, что они были сверххищниками, находившимися на вершине кембрийской пищевой цепочки. Склеритные головные отростки и челюсти делали их эффективными в прокалывании и измельчении мягкотелой, такой как черви, или жёсткой добычи, вроде примитивных членистоногих и других аномалокаридид. Тем не менее, возможно, неминерализованный скелет делал затруднительным (но не невозможным) прокалывание жёстких панцирей таких животных, как трилобиты. В отличие от своих родственников лобоподов, таких как Kerygmachela, аномалокаридиды не имели ног и были приспособлены исключительно для плавания. Вероятно, аномалокаридиды были плавающими хищниками, похожими на рыб и кальмаров, которые заменили их в девоне. По сравнению со многими другими существами, населявшими кембрийские моря, аномалокаридиды должны были быть быстрыми и проворными. Отростки вдоль их тел, вероятно, служили им для перемещения, что позволяло быстро плавать или «зависать», подобно скатам или каракатицам.
Как правило, после смерти аномалокаридид их тела распадались на отдельные куски. Сохранившиеся в полной неприкосновенности ископаемые остатки встречаются очень редко. Когда окаменелости были впервые описаны, большие придатки в передней части рта были классифицированы как отдельные членистоногие: так, придатки рта были ошибочно идентифицированы как «креветки», рот, как полагали, был окаменевшей медузой, названной Peytoia, а тело — губкой Laggania. С тех пор, как эти части были собраны в 1980-х, был описан ряд родов и видов, отличающиеся между собой в деталях цепляющихся придатков, присутствия хвоста, расположения рта и другие особенностей. Название «аномалокарис» (означающее «странная креветка») изначально относилось к отдельно описанным ротовым придаткам (первая названная часть аномалокариса), аналогичным Peytoia. Любопытно, что в полностью собранном виде, эти животные внешне напоминают гигантских артемий с парой пальцевидных придатков вблизи рта.
Аномалокаридиды процветали в раннем и среднем кембрийском периоде, и встречаются гораздо реже в более поздних отложениях, в основном из-за отсутствия хорошо сохранившихся ископаемых после кембрия. Тем не менее, они все ещё присутствуют в таковых ордовикского периода и некоторые аномалокаридиды смогли дожить до конца девонского периода.

## Классификация

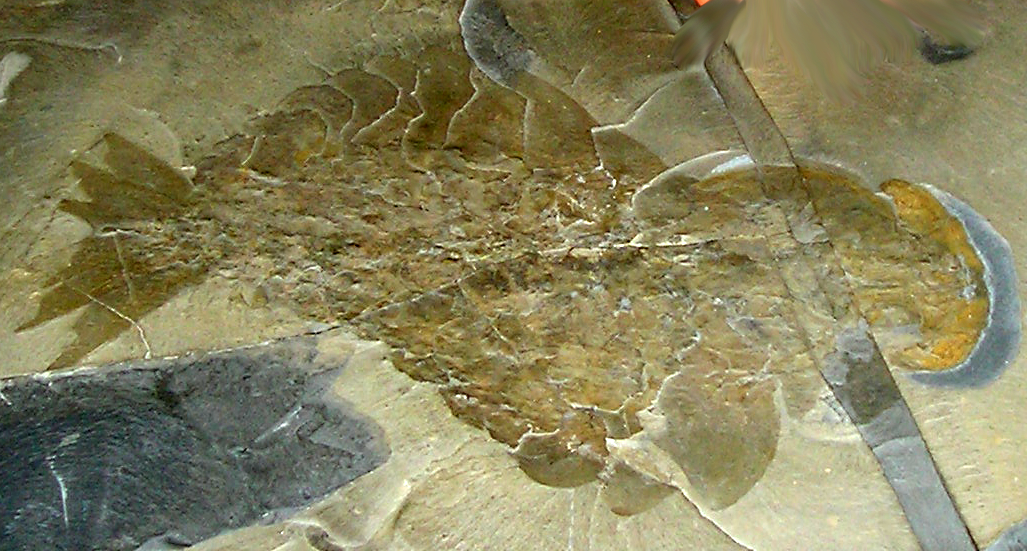
Окаменелые остатки аномалокариса из бёрджских сланцев

Известно пять родов аномалокаридид: аномалокарис, Peytoia, Schinderhannes, Amplectobelua и Hurdia. Множество других родственных животных, включая Parapeytoia, Pambdelurion и Kerygmachela были классифицированы как аномалокаридиды, но исследования показали, что они принадлежали к разным кладам. Аномалокаридиды встречались довольно часто на протяжении кембрийского периода и известны из древнейшей фауны сланцев Бёрджес, из раннего кембрия Польши, предшествуя первому появлению трилобитов.
В отличие от аномалокарисов, Peytoia не имела хвостовых структур и обладала значительно большей головой с глазами, расположенными за ртом, а не в передней его части, что было невыгодным для активной охоты. Из-за этих черт некоторые учёные описали Peytoia как плавающую и питающуюся планктоном. Виды Amplectobelua, в противоположность аномалокарису, были существенно меньше по размеру и имели гораздо более широкую переднюю часть тела с глазами, размещёнными по бокам рта.
Систематика семейства продолжает обсуждаться. Последние анализы показывают, что аномалокаридиды тесно связаны с членистоногими, но на самом деле не лежат внутри группы. Черты, общие с членистоногими, включают головной панцирь, придатки, покрытые сочлененными пластинами и сложные глаза. Опабиния, которая рассматривается как близкий родственник аномалокаридид, не имеет панциря на голове или придатков, однако, если опабиния связана с этим семейством, то эти черты могли эволюционировать независимо от аномалокаридид и членистоногих. Более поздние анализы  предлагают, что опабиния может представлять собой более примитивную линию, в этом случае особенности группы членистоногих могут быть гомологичными. 
Девонский Schinderhannes является особенно проблематичным животным. Его приняли за имеющий панцирь, подобный таковому у членистоногих, и  большие придатки, как у аномалокариса, которые предполагают, что таксон занимает промежуточное положение между этими двумя группами. Однако исследования в 2012 году показали, что Schinderhannes может лежать в пределах аномалокаридид и представлять собой близкого родственника Peytoia и Hurdia.

## Иллюстрации

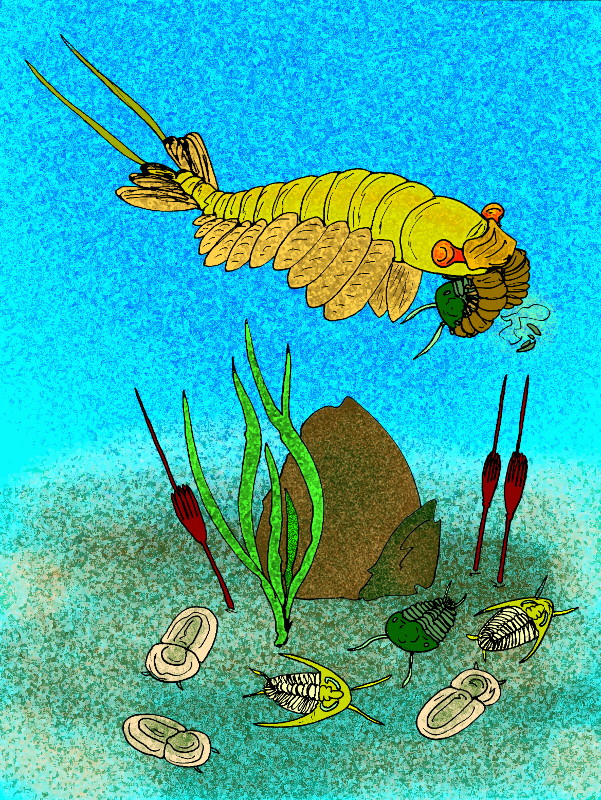
Аномалокарис
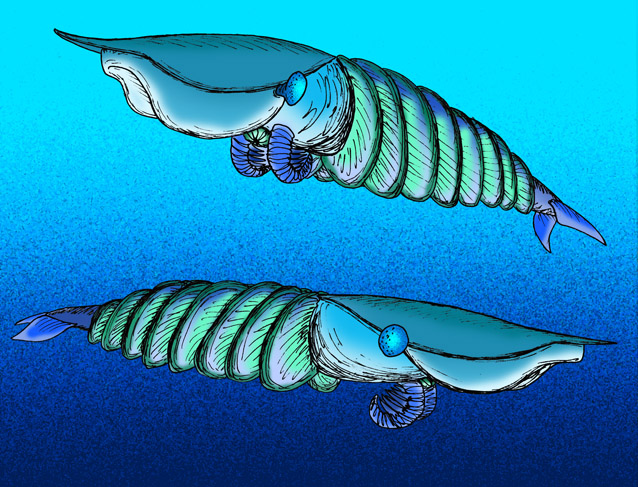
Hurdia victoria
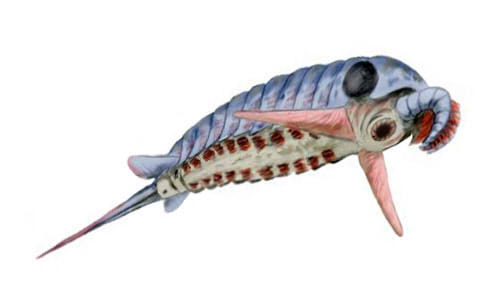
Schinderhannes bartelsi
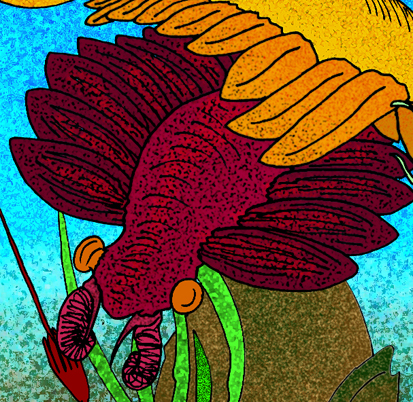
Amplectobelua